# Alcool secondaire
En chimie, un alcool est dit secondaire, lorsque le groupe hydroxyle (-OH) est porté par un carbone secondaire, c'est-à-dire lié à deux autres carbones. 
Tout alcool secondaire est de la forme : 